# Jeanne Van Kesteren
Jeanne Van Kesteren, född 25 december 1907, var en friidrottare från Belgien. Hon deltog vid olympiska sommarspelen 1936.